# Casa de Cultura de Firminy-Vert
La Casa de Cultura y de la Juventud es un establecimiento cultural ubicado en Firminy en el departamento del Loira, en Francia . El sitio está registrado, con otras 16 obras arquitectónicas de Le Corbusier, en la lista de Patrimonio de la Humanidad de la UNESCO desde 2016. 

## Historia
El primer proyecto presentado por Le Corbusier en 1956 incluía la casa de cultura y las gradas del estadio municipal. Pero finalmente se decidió disociar el equipamiento deportivo del centro cultural para evitar conflictos de financiación estatal entre los dos ministerios. 
Finalmente, la segunda versión del centro cultural sin las gradas se inauguró en 1965. Es el único edificio diseñado por el arquitecto en Firminy que no es póstumo. 

## Clasificación
Está clasificado como monumento histórico.
La candidatura de varios sitios construidos por Le Corbusier (incluida esta casa de cultura) para ser Patrimonio de la Humanidad de la UNESCO ya fue rechazada en 2009 y en 2011 debido a una lista demasiado larga y la ausencia del sitio Chandigarh en India. Se presenta un nuevo archivo de solicitud que tiene en cuenta las diversas observaciones en enero de 2015 y llevada a la reunión del 40.º Comité del Patrimonio de la Humanidad celebrada en Estambul (Turquía) del 10 al 17 de julio de 2016. El conjunto finalmente se clasifica el 17 de julio de 2016

## Presentación
La casa de cultura se instaló en una escollera artificial en la antigua cantera de "Razes". 
Su fachada inclinada domina el complejo deportivo y se enfrenta al estadio municipal. 
Mide 110 m de largo por 14 m de ancho y está distribuido en 3 niveles. En el frontón sur, Le Corbusier representaba un fresco de las artes realizadas en este centro. El techo tenía que ser inclinado y cubierto con una capa de tierra destinada a ser sembrada por el viento y los pájaros. Esta técnica requiere una base muy sólida para soportar el peso del techo. Finalmente, con la compañía Stribick, Le Corbuisier decide hacer un techo suspendido por pares de cables conectados a las dos fachadas y sobre los cuales se colocan losas de cemento. Este proceso es mucho más ligero y, por lo tanto, más económico. 
La casa de cultura compuesta por una sala de música, un auditorio, una sala de espectáculos, una sala de artes visuales, un bar en el vestíbulo como punto de reunión, una sala de baile, etc. 
Actualmente, el tejado ya no es resistente al agua y se pueden ver muchas infiltraciones. El proyecto Saint-Étienne Métropole consiste en renovar el techo a un costo de alrededor de 8 millones de euros. 